# Echinopleura
Echinopleura är ett släkte av kräftdjur som beskrevs av Georg Ossian Sars 1897. Echinopleura ingår i familjen Desmosomatidae.
Kladogram enligt Catalogue of Life och Dyntaxa:
| Echinopleura | \| \| Echinopleura aculeata \| \| \| \| \| \| Echinopleura cephalomagna \| \| \| \| |
|              | \| \| Echinopleura aculeata \| \| \| \| \| \| Echinopleura cephalomagna \| \| \| \| |
|              | Balbidocolon                                                                        |
|              |                                                                                     |
|              | Chelantermedia                                                                      |
|              |                                                                                     |
|              | Chelator                                                                            |
|              |                                                                                     |
|              | Chelibranchus                                                                       |
|              |                                                                                     |
|              | Cryodesma                                                                           |
|              |                                                                                     |
|              | Desmosoma                                                                           |
|              |                                                                                     |
|              | Desmosomella                                                                        |
|              |                                                                                     |
|              | Disparella                                                                          |
|              |                                                                                     |
|              | Eugerda                                                                             |
|              |                                                                                     |
|              | Eugerdella                                                                          |
|              |                                                                                     |
|              | Mirabilicoxa                                                                        |
|              |                                                                                     |
|              | Momedossa                                                                           |
|              |                                                                                     |
|              | Oecidiobranchus                                                                     |
|              |                                                                                     |
|              | Paradesmosoma                                                                       |
|              |                                                                                     |
|              | Prochelator                                                                         |
|              |                                                                                     |
|              | Pseudogerda                                                                         |
|              |                                                                                     |
|              | Pseudomesus                                                                         |
|              |                                                                                     |
|              | Reductosoma                                                                         |
|              |                                                                                     |
|              | Torwolia                                                                            |
|              |                                                                                     |
|              | Whoia                                                                               |
|              |                                                                                     |
|              | Echinopleura aculeata                                                               |
|              |                                                                                     |
|              | Echinopleura cephalomagna                                                           |
|              |                                                                                     |

|  | Echinopleura aculeata     |
|  |                           |
|  | Echinopleura cephalomagna |
|  |                           |